# 斯旺齊 (密歇根州)
斯旺齊（英語：Swanzy）是位於美國密歇根州馬凱特縣福賽斯鎮區的一個非建制地區。

## 歷史
斯旺齊的郵局於1878年開設，其後於1955年停運。此地得名自新罕布夏州同名的鎮。

## 地理
斯旺齊所處的海拔為高於海平面349米（即1145英呎），而該地所採用的時區為UTC-5，即北美东部時區（EST）。同時該地設有夏令時間，為UTC-5調快一小時，即UTC-4（EDT）。